# Prémery
Prémery és un municipi francès, situat al departament del Nièvre i a la regió de Borgonya - Franc Comtat. L'any 2007 tenia 2.042 habitants.

## Demografia

### Població
El 2007 la població de fet de Prémery era de 2.042 persones. Hi havia 1.000 famílies, de les quals 376 eren unipersonals (174 homes vivint sols i 202 dones vivint soles), 393 parelles sense fills, 170 parelles amb fills i 61 famílies monoparentals amb fills.
La població ha evolucionat segons el següent gràfic:
Habitants censats

### Habitatges
El 2007 hi havia 1.310 habitatges, 1.010 eren l'habitatge principal de la família, 143 eren segones residències i 157 estaven desocupats. 1.005 eren cases i 302 eren apartaments. Dels 1.010 habitatges principals, 680 estaven ocupats pels seus propietaris, 307 estaven llogats i ocupats pels llogaters i 23 estaven cedits a títol gratuït; 27 tenien una cambra, 88 en tenien dues, 229 en tenien tres, 321 en tenien quatre i 345 en tenien cinc o més. 637 habitatges disposaven pel capbaix d'una plaça de pàrquing. A 521 habitatges hi havia un automòbil i a 294 n'hi havia dos o més.

### Piràmide de població
La piràmide de població per edats i sexe el 2009 era:
| Homes | Edats   | Dones |
| ----- | ------- | ----- |
| 4     | 95 o +  | 12    |
| 4     | 90 a 94 | 28    |
| 24    | 85 a 89 | 48    |
| 12    | 80 a 84 | 24    |
| 56    | 75 a 79 | 72    |
| 68    | 70 a 74 | 120   |
| 68    | 65 a 69 | 76    |
| 48    | 60 a 64 | 80    |
| 48    | 55 a 59 | 76    |
| 88    | 50 a 54 | 88    |
| 60    | 45 a 49 | 72    |
| 100   | 40 a 44 | 64    |
| 64    | 35 a 39 | 68    |
| 76    | 30 a 34 | 52    |
| 36    | 25 a 29 | 60    |
| 60    | 20 a 24 | 40    |
| 68    | 15 a 19 | 68    |
| 48    | 10 a 14 | 64    |
| 36    | 5 a 9   | 36    |
| 36    | 0 a 4   | 44    |

## Economia
El 2007 la població en edat de treballar era de 1.170 persones, 746 eren actives i 424 eren inactives. De les 746 persones actives 650 estaven ocupades (348 homes i 302 dones) i 96 estaven aturades (36 homes i 60 dones). De les 424 persones inactives 231 estaven jubilades, 79 estaven estudiant i 114 estaven classificades com a «altres inactius».

### Ingressos
El 2009 a Prémery hi havia 1.008 unitats fiscals que integraven 2.029,5 persones, la mediana anual d'ingressos fiscals per persona era de 15.935 €.

### Activitats econòmiques
Dels 101 establiments que hi havia el 2007, 3 eren d'empreses extractives, 4 d'empreses alimentàries, 2 d'empreses de fabricació d'altres productes industrials, 15 d'empreses de construcció, 26 d'empreses de comerç i reparació d'automòbils, 3 d'empreses de transport, 10 d'empreses d'hostatgeria i restauració, 6 d'empreses financeres, 3 d'empreses immobiliàries, 9 d'empreses de serveis, 11 d'entitats de l'administració pública i 9 d'empreses classificades com a «altres activitats de serveis».
Dels 37 establiments de servei als particulars que hi havia el 2009, 1 era una gendarmeria, 1 oficina de correu, 2 oficines bancàries, 1 funerària, 3 tallers de reparació d'automòbils i de material agrícola, 5 paletes, 2 guixaires pintors, 2 fusteries, 2 lampisteries, 2 electricistes, 4 perruqueries, 2 veterinaris, 7 restaurants, 2 agències immobiliàries i 1 tintoreria.
Dels 16 establiments comercials que hi havia el 2009, 1 era un hipermercat, 1 una botiga de més de 120 m², 3 fleques, 1 una fleca, 1 una peixateria, 1 una llibreria, 1 una sabateria, 1 una botiga d'electrodomèstics, 1 una botiga de mobles, 2 drogueries, 1 un drogueria i 2 floristeries.
L'any 2000 a Prémery hi havia 14 explotacions agrícoles que ocupaven un total de 880 hectàrees.

## Equipaments sanitaris i escolars
El 2009 hi havia 1 centre de salut, 2 farmàcies i 1 ambulància.
El 2009 hi havia 1 escola maternal i 1escola elemental. Prémery disposava d'un col·legi d'educació secundària amb 153 alumnes.

## Poblacions més properes
El següent diagrama mostra les poblacions més properes.